# Vingeanne
La Vingeanne è un fiume dell'est della Francia, affluente di destra della Saona, e dunque subaffluente del Rodano.

## Corso
Il fiume nasce nel dipartimento dell'Alta Marna, sul plateau de Langres, au sud-ovest di Langres. Corre generalmente in direzione sud bagnando anche il dipartimento della Côte-d'Or. La sua valle è utilizzata quasi totalmente dal canale dalla Marna alla Saona. Sfocia nella Saona a livello di Talmay, piccola località nel tratto a monte di Pontailler-sur-Saône.